# L'Officier noir
L'Officier noir est une nouvelle de Joseph Conrad publiée en 1908.

## Historique
L'Officier noir paraît en 1908 dans London Magazine, puis en 1925 dans le recueil de nouvelles  Tales of Hearsay (traduit en français par Derniers Contes).

## Résumé
Pour trouver un embarquement malgré son âge, Bunter, le second du Saphir s'est teint les cheveux d'un noir qui frappe les regards. Mais, au cours d'une tempête, ses bouteilles de teinture sont réduites en miettes. Comment donner le change à l'infâme capitaine Johns ?

## Éditions en anglais
- The Black Mate. A Complete Story, dans London Magazine en avril 1908.
- The Black Mate. A Complete Story, dans le recueil de nouvelles Tales of Hearsay, chez l'éditeur T. Fisher Unwin à Londres, en 1925.

## Traduction en français
- L'Officier noir (trad. G. Jean-Aubry révisée par Sylvère Monod), dans Conrad (dir. Sylvère Monod), Œuvres  – IV, Gallimard, Bibliothèque de la Pléiade (1989)

## Adaptation
Il existe une version radiophonique de la nouvelle, diffusée par France Culture en Direct du studio 119 de la maison de la Radio. La traduction est de Georges Jean-Aubry et réalisation de Christophe Hocké. Elle est ré-écoutable et téléchargeable sur le site de France Culture.